# Dischistus tertiarius
Espèce
L'insecte Dischistus tertiarius est une espèce fossile d'insectes diptères de la famille des Bombyliidae, de la sous-famille des Bombyliinae et du genre Dischistus.

## Classification
L'espèce Dischistus tertiarius est décrite en 1937 par le paléontologue français Nicolas Théobald (1903-1981),. 

### Fossiles
Cet holotype A.1006, de l'ère Cénozoïque, et de l'époque Oligocène (33,9 à 23,03 Ma.) fait partie de la collection personnelle de Nicolas Théobald et vient du gypse d'Aix-en-Provence.

### Citation
Cette espèce est citée en 1999 par les entomologistes américain Neal Luit Evenhuis et brtitannique D. J. Greathead (d),.

### Étymologie
L'épithète spécifique testiarius signifie en latin « tertiaire », rappelant que ce taxon appartient à l'ère Cénozoïque.

## Description

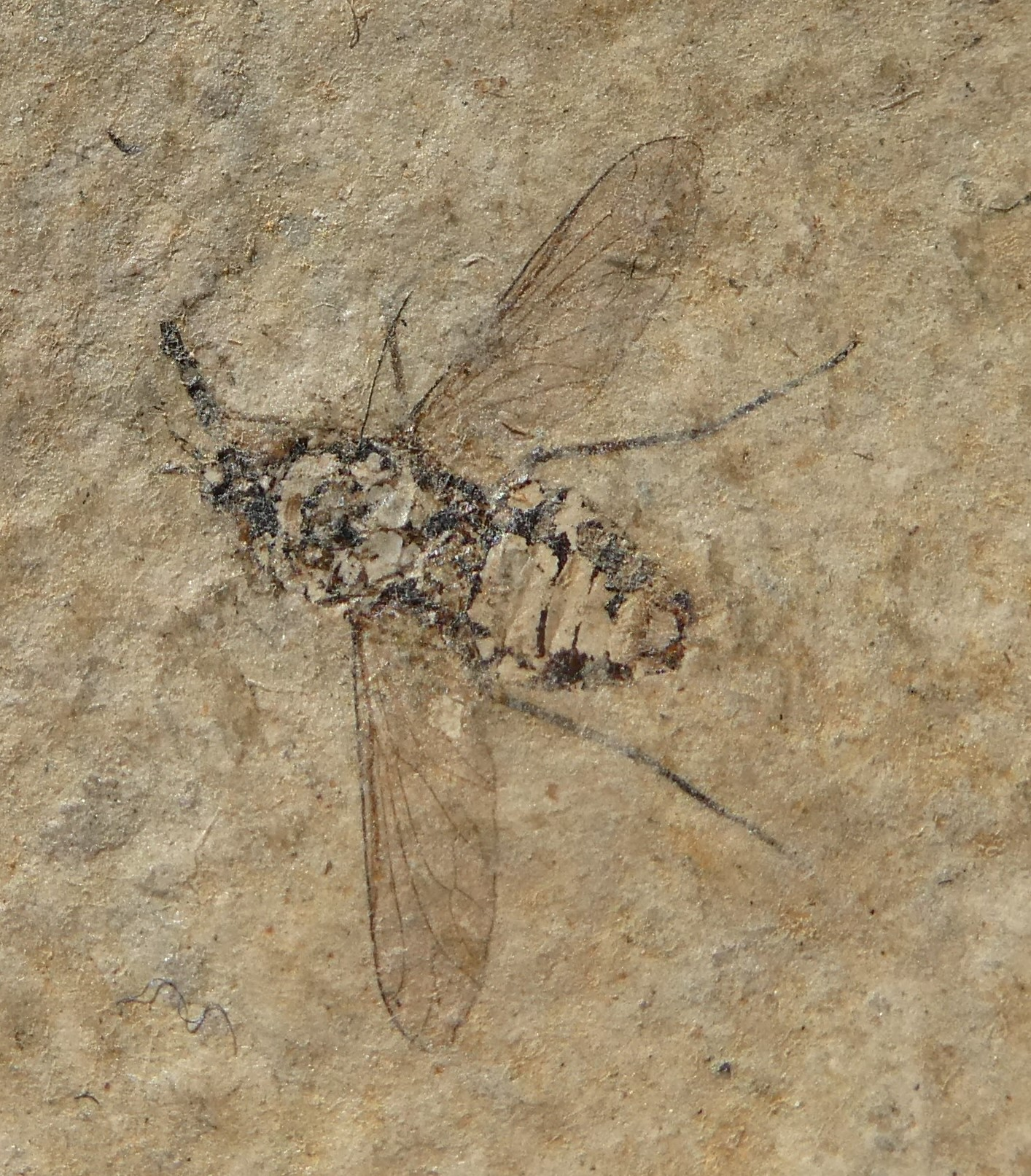
Zoom de l'holotype.

### Caractères
La diagnose de Nicolas Théobald en 1937, : 

« Insecte au corps noir, tarses noirs, tibias bruns, ailes jaunâtres. Tête transversale, un peu moins large que le thorax, face noire, pilosité courte, antennes courtes, rapprochées à la base, 3e article aléniforme (V. figure) ; yeux nus, grands, non échancrés et séparés. Tête appliquée contre le thorax; le n° 1007 montre une trompe allongée. > 2 mmm. Thorax quadrangulaire, ovale, assez gros, couvert de poils fins noirs, sauf les métapleures (?). Pattes velues; soies sur cuisses et tibias, 2 griffes à l'extrémité des tarses. Ailes jaunâtres, base et bord costal brunâtres ; nervation bien conservée (v. figure); abdomen noir, renflé vers le tiers postérieur, puis étiré. Poils bruns serrés, une vingtaine de soies noires et fortes sur le bord postérieur des segments. ».

### Dimensions
La longueur totale est de 7,3 mm ; la tête a une longueur de 0,75 mm ; le thorax a une longueur de 2 mm ; l'abdomen a une longueur de 4,5 mm ; les ailes ont une longueur de 6,2 mm et une largeur de 2 mm.

### Affinités
L'insecte appartient certainement aux Bombyliinae. La nervation de l'aile, dont la première cellule postérieure est ouverte, l'attribue au genre Dischistus Loew, assez voisin du Dischistus minimus Schrank de l'Europe centrale et méridionale. Il diffère de Palaeogeron vetustus Meunier d'Aix par la taille des ailes et de Palaeomictus spinosus Meunier de l'ambre de la Baltique par la taille plus grande, la forme des antennes et la disposition des yeux. Il diffère beaucoup du genre Amictus.

## Biologie
« Larves amphipneustiques, parasites d'autres insectes. Mouches floricoles. ».
Ces individus peu nombreux (deux exemplaires trouvés) sont "régionaux" et ont été apportés par le vent sur le lieu du gisement. Ils n'ont pas séjourné longtemps dans l'eau, sinon la putréfaction les aurait détruits. Peut-être asphyxiés par des émissions volcaniques (volcan de Beaulieu), ils sont tombés dans une vase molle argileuse et stérile et ont été ensevelis rapidement, ce qui expliquerait leur empreinte finement moulée.

### Publication originale
- [1937] Nicolas Théobald, « Les insectes fossiles des terrains oligocènes de France 473 p., 17 fig., 7 cartes,13 tables, 29 planches hors texte », Bulletin Mensuel de la Société des Sciences de Nancy et Mémoires de la Société des sciences de Nancy, Imprimerie G. Thomas,‎ 1937, p. 1-473 (ISSN 1155-1119 et 2263-6439, OCLC 786027547). .